# Leonard Lerman
Leonard S. Lerman (27 giugno 1925 – 19 settembre 2012) è stato un biologo statunitense, noto per i suoi lavori sul DNA.
Dopo la laurea, lavorando con Linus Pauling presso il California Institute of Technology, Lerman scoprì che gli anticorpi hanno due siti di legame. Agli inizi degli anni '60, Lerman condusse un certo numero di studi riguardanti le interazioni di acridine, che sono molecole aromatiche planari cationiche, con il DNA ed arrivò alla conclusione che queste possono legarsi al DNA mediante un processo che egli definì intercalazione. Questa scoperta è stata di grande aiuto nella comprensione di come piccole molecole e mutageni possano interagire con il DNA.
Lerman ha guidato, con successo, un programma di ricerca alla Vanderbilt University di Nashville, alla University of Colorado Health Sciences Center a Denver e alla SUNY Albany, l'università statale di New York a Albany. Il gruppo guidato da Lerman includeva il premio Nobel, Sidney Altman, e Tom Maniatis, che divenne uno dei maggiori biologi molecolari del periodo. L'ultimo grande sforzo, iniziato con Stuart Fischer a SUNY, è stata l'invenzione della tecnica di denaturing gradient gel electrophoresis (denaturazione in gradiente di gel elettroforesico) dgge, utilizzata per separare le molecole di DNA. La dgge è ampiamente utilizzata da scienziati che desiderano conoscere la biodiversità nelle comunità microbiche.
Lerman è membro della United States National Academy of Sciences.  